# Klik en Klak
Klik en Klak is een reeks kinderboeken die in de tweede helft van de jaren 1950 geschreven werd door Henri Arnoldus, met illustraties van Carol Voges.
Na het eerste titelloze deeltje verschenen nog negen verhalen in boekjes van ongeveer 40 pagina's. De verhalen hadden een duidelijk motief: de twee eendjes van prinses Paula wonen in een wit eendenhuisje in de vijver bij het paleis van koning Bino. Ze ontmoeten een jager, heks, kraai, eekhoorn of kabouter die ze iets willen aandoen en worden daar uiteindelijk voor gestraft.
In eerste instantie werden de boekjes uitgegeven onder het pseudoniem Aja Strik. De serie was een groot succes: gedurende de eerste 20 jaar werden 12 drukken uitgegeven. De laatste herdruk vond plaats in 1979, waarbij twee boekjes in een deel werden samengebracht en waar Carol Voges vijf nieuwe omslagen voor tekende.

## Titels
- Klik en Klak
- Klik en Klak en de heks
- Klik en Klak op stap
- Klik en Klak en hun vriendjes
- Klik en Klak, de boze jager en de heks
- Klik en Klak op het dierenfeest
- Klik en Klak met de haan en de haas
- Klik en Klak naar de stad
- Klik en Klak en de kraai
- Klik en Klak en de zwaan
- Klik en Klak en de haas
- Klik en Klak en de boze jager